# Sungai Raya (Meral)
Sungai Raya is een bestuurslaag in het regentschap Karimun van de provincie Riau-archipel, Indonesië. Sungai Raya telt 8.808 inwoners (volkstelling 2010).